# Yvonnick Raffin
Yvonnick Raffin , né le 3 février 1963 à Papeete, est un homme politique français, membre du Tapura huiraatira.
Il est ministre des Finances, de l’Économie, en charge de l’énergie, de la protection sociale généralisée (PSG) et de la coordination de l’action gouvernementale dans le Gouvernement d'Édouard Fritch depuis le 17 septembre 2020.